# Hyperolius pictus
Hyperolius pictus är en groddjursart som beskrevs av Ahl 1931. Hyperolius pictus ingår i släktet Hyperolius och familjen gräsgrodor. IUCN kategoriserar arten globalt som livskraftig. Inga underarter finns listade i Catalogue of Life.